# Niccolò Forteguerri
Niccolò Forteguerri, född 1674, död 1735, var en italiensk poet.
Forteguerri var egentligen präst, men utan håg för sitt kall, och gisslade prästerskapet i sina verk. Efter hans död utgavs hans lyriska dikter Capitoli och Epsotole poetiche samt hans komiska epos Ricciardetto i 30 sånger (1738), ett burleskt epos, en parodi på Orlando furioso, med här och där rätt vackra ställen och mycken satirer, i synnerhet mot prästerskapet.